# Madrid opina
Madrid opina fue un programa de televisión emitido por la cadena Telemadrid entre el 10 de octubre de 2006 y el 20 de diciembre de 2011, dirigido y presentado por el periodista Ernesto Sáenz de Buruaga entre 2006 y 2010 y por Víctor Arribas a partir de septiembre de ese año.

## Formato
El programa se estructuraba en torno a un esquema de tertulia o debate entre periodistas y analistas políticos que, cada semana, abordaban los principales temas de la actualidad política, social y económica de España.
Contaba también con dos invitados especiales que respondían a las preguntas del moderador y, eventualmente, participaban en el debate. En varias ocasiones estos invitados eran representantes destacados de los dos principales partidos políticos de España PSOE y PP.
Además, en cada programa, se formulaba una pregunta, a modo de encuesta, para ser respondida por los espectadores del programa.

## Audiencias
Madrid opina fue, en numerosas ocasiones, líder de audiencia en su franja horaria desde el comienzo de las emisiones. Fue remontando desde cuotas de pantalla del 10 % en la temporada 2006-2007  hasta porcentajes del 18%.
Uno de los programas que consiguió mayor cuota de pantalla fue el emitido el 3 de marzo de 2008 con 290.000 espectadores(20,3% de share, con picos del 34'1%). 

## Colaboradores habituales
Entre los colaboradores habituales del programa figuraron algunos de los más destacados periodistas y analistas políticos del panorama mediático español, como:
| - Amando de Miguel (2008-2011) - Anabel Díez - Andrés Aberasturi (2009-20111) - Ángela Vallvey (2008-2011) - Antonio Casado (2009-2011) - Antonio Elorza (2008-2011) - Antonio Pérez Henares (2006-2008) - Antonio San José (2011) - Carlos Dávila (2006-2008) - Carmelo Encinas (2009-2011) - Carmen Gurruchaga - Carmen Tomás - Casimiro García Abadillo (2009-2011) - Cristina Alberdi (2008-2011) - Cristina López Schlichting - Eduardo Serra (2010-2011) - Eduardo Sotillos (2006-2007) - Edurne Uriarte - Ernesto Ekaizer (2009-2011) - Esther Jaén (2006-2011) - Fermín Bocos (2011) - Fernando López Agudín (2006-2008) - Fernando Sánchez Dragó - Hermann Tertsch (2007-2010) | - Ignacio Camacho - Ignacio Villa (2006-2008) - Isabel Durán - Isabel San Sebastián (2010-2011) - Javier Nart - Luis Rodríguez Aizpeolea - Luis Herrero (2008-2011) - Jesús Maraña - Joaquín Leguina (2009-2011) - José Oneto - José Antonio Vera - José Luis Gutiérrez - Juan Pedro Valentín (2007) - Juan Manuel de Prada - Julia Navarro (2010-2011) - Luis Herrero (2008-2011) - Manuel Cerdán - María Antonia Iglesias (2006-2008) - Melchor Miralles (2007-2010) - Pilar Cernuda - Rosa Díez (2006-2008) - Victoria Prego |

- Datos: Q5989450